# 圣于连德莱尔姆
圣于连德莱尔姆（法語：Saint-Julien-de-l'Herms，法語發音：[sɛ̃ ʒyljɛ̃ də lɛʁm]）是法国伊泽尔省的一个市镇，属于维埃纳区。

## 地理
圣于连德莱尔姆（45°25'57"N, 5°5'40"E）面积9.17 平方千米，位于法国奥弗涅-罗讷-阿尔卑斯大区伊泽尔省，该省份为法国东南部内陆省份，北起顺时针与安省、萨瓦省、上阿尔卑斯省、德龙省、阿尔代什省、卢瓦尔省和罗讷省。
与圣于连德莱尔姆接壤的市镇（或旧市镇、城区）包括：马克新城、博雪、库尔和比伊、梅谢、皮雪、波米耶德博尔派尔、普里马雷特。

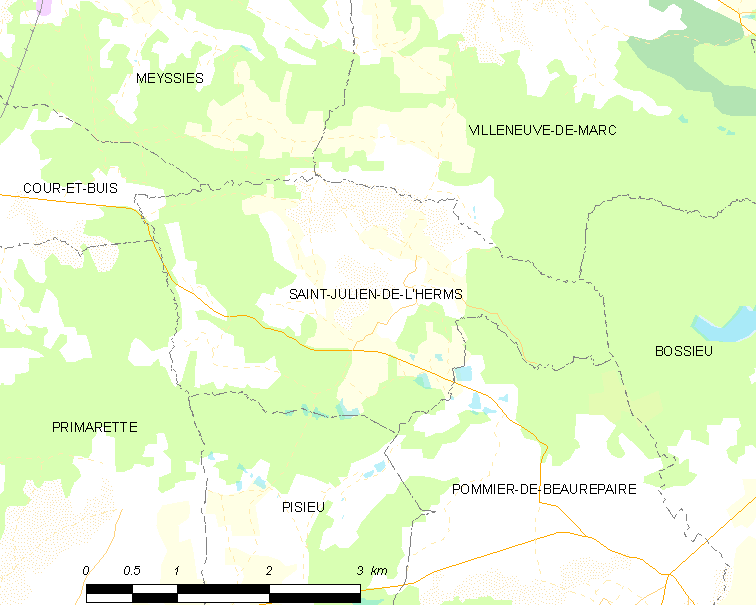
圣于连德莱尔姆的OSM定位图

圣于连德莱尔姆的时区为UTC+01:00、UTC+02:00（夏令时）。

## 行政
圣于连德莱尔姆的邮政编码为38122，INSEE市镇编码为38406。

## 政治
圣于连德莱尔姆所属的省级选区为鲁西永县。

## 人口

1962-2008年间圣于连德莱尔姆人口变化图示

圣于连德莱尔姆于2022年1月1日时的人口数量为163人。